# كاذب كبير جدا (فلم)
فيلم كاذب كبير جداً (بالإنجليزية: Big Fat Liar ، بيج فات لاير) ، فيلم كوميدي شبابي أمريكي صدر عام 2002 ، من إخراج شون ليفي، وكتبه وأنتجه دان شنايدر وبرين روبنسون.
حقق الفيلم نجاحا كبيرا بشباك التذاكر، إذ جمع حوالى 53 مليون دولار من عرضه حول العالم، بينما كانت تكلفه إنتاجه حوالى 15 مليون دولار.

## سيرة الأحداث
تدور أحداث الفيلم حول جيسون شيبرد الذي يبلغ من العمر 14 عاما، إلا أنه يجيد حياكة قصص خيالية من تأليفه ليخرج من المواقف المحرجة التي يتعرض لها ويتهرب من واجباته المنزلية، لكن من كثرة كذبه وأعذاره الواهية يفقد ثقة والده ومدرسيه وجميع أصدقائه.
يكتشف شيبرد أن المقالة التي كتبها كواجب منزلى وفقدها من بين أغراضه تحولت إلى فيلم سينمائي يتم التحضير له ومن إنتاج رجل هوليوود الشهير مارتى والف، فيقرر السفر إلى لوس أنجلوس ليستعيد حقه بصحبه صديقته المقربة كايلى.
بالفعل يتوجه جيسون إلى مكتب مارتى ويشرح له قصته، وسبب مجيئه إلى هوليوود، لكن مارتى ينكر القصة تماما ويؤكد له أنه الكاتب الحقيقى للقصة ولن يعترف بأحقية شيبرد فيها.
عندما يفشل جيسون في إرغام مارتى على الاعتراف بالحقيقة يُحيك مجموعة من المؤامرات والمواقف المضحكة والمذّلة لمارتى حتى يعترف بالحقيقة ويستعيد جيسون ثقة والده وكل من حوله.